# كلية ويليامز
كلية ويليامز (بالإنجليزية: Williams College)
هي كلية الفنون الحرة في مدينة ويليامستون بمقاطعة ماساتشوستس بالولايات المتحدة
تأسست عام 1793 بتمويل من تركة افرايم وليامز بعد وفاته، بدأت كمؤسسة تعليمية خاصة بالذكور فقط، وأصبحت لاحقا مؤسسة تعليمية مشتركة عام 1970، وتم أيضا التخلص من جميع الأتحادات الطلابية (الاخويات) عام 1962 
تدرس الكلية في مجالات العلوم (الطبيعية والأنسانية والأجتماعية)
و تحوي على 24 قسما، و 33 تخصصا، ودرجتي ماجستير واحدة في تاريخ الفن وأخرى في التنمية الاقتصادية، اعتبارًا من عام 2019 سجلت الكلية 2078 طالبًا جامعيًا و56 طالب دراسات عليا، تتنافس الكلية في النسخة الثالثة من مؤتمر NCAA باسم Ephs، حيث فازت كلية ويليامز بـ 22 جائزة من اصل 24 جائزة مخصصة لمديري الكليات.
تمتد الكلية على مساحة (1.8 km2) في بيركشاير بالمناطق الريفية في شمال غرب ولاية ماساشوستس، حيث يحتوي الحرم الجامعي على أكثر من 100 مبنى أكاديمي وسكني.
لكلية ويليامز ارتباطات بمعهد كلارك للفنون ومتحف ماساتشوستس للفن المعاصر، ولها علاقة وثيقة مع كلية إكستر وجامعة أكسفورد.
يعتبر القبول الجامعي انتقائي للغاية، مع معدل قبول 12 ٪ لفئة 2023.
أنتجت الكلية العديد من الخريجين البارزين، بما في ذلك 9 فائزين بجائزة بوليتزر، 1 حائز على جائزة نوبل، 1 حائز على ميدالية فيلدز، 3 رؤساء للجنة الأوراق المالية والبورصة الأمريكية، 10 خريجين ضمن قائمة المليارديرات، 71 عضوًا في الكونغرس الأمريكي، 22 حاكم أمريكي، 4 أمناء مجلس الوزراء الأمريكي، وقاض مشارك بالمحكمة العليا، ورئيس للولايات المتحدة، ودبلوماسيون أمريكيون رفيعو المستوى، وباحثون في الأوساط الأكاديمية، وشخصيات أدبية وإعلامية، وعدد من الفائزين بجائزة إيمي أوسكار وغرامي ورياضيين محترفين، و17 حاصل على منحة مارشال، وبعض الحاصلين على منحة توماس واتسون وبرنامج فولبرايت.

## خريجون بارزون
- ستيف كيس
- قيس محمد اليوسف

## قائمة رؤساء كلية ويليامز
| #  | الأسم                   | تاريخ البداية | تاريخ النهاية | ملاحظات                 | مصادر  |
| -- | ----------------------- | ------------- | ------------- | ----------------------- | ------ |
| 1  | إبينيزر فيتش            | 1793          | 1815          |                         | [ 17 ] |
| 2  | زيفينايا سويفا مور      | 1815          | 1821          |                         | [ 18 ] |
| 3  | إدوارد دور غريفين       | 1821          | 1836          |                         | [ 19 ] |
| 4  | مارك هوبكنز             | 1836          | 1872          |                         | [ 20 ] |
| 5  | بول أنسيل تشادبورن      | 1872          | 1881          |                         | [ 21 ] |
| 6  | فرانكلين كارتر          | 1881          | 1901          |                         | [ 22 ] |
| *  | جون هاسكل هيويت         | 1901          | 1902          | قائم بأعمال رئيس الكلية | [ 23 ] |
| 7  | هينري هوبكنز            | 1902          | 1908          |                         | [ 24 ] |
| 8  | هاري أوغسطس غارفيلد     | 1908          | 1934          |                         | [ 25 ] |
| 9  | تايلر دينيت             | 1934          | 1937          |                         | [ 26 ] |
| 10 | جيمس فيني باكستر الثالث | 1937          | 1961          |                         | [ 27 ] |
| 11 | جون إدوارد سوير         | 1961          | 1973          |                         | [ 28 ] |
| 12 | جون تشاندلر             | 1973          | 1985          |                         | [ 29 ] |
| 13 | فرانسيس كريستوفر أوكلي  | 1985          | 1993          |                         | [ 30 ] |
| 14 | هاري باين               | 1994          | 1999          |                         | [ 31 ] |
| 15 | كارل فوكت               | 1999          | 2000          |                         | [ 32 ] |
| 16 | مورتن شابايرو           | 2000          | 2009          |                         | [ 33 ] |
| *  | ويليام واغنر            | 2009          | 2010          | رئيس مؤقت               | [ 34 ] |
| 17 | أدم فالك                | 2010          | حتى الآن      |                         | [ 35 ] |

## وصلات خارجية
- www.williams.edu
- Williams Athletics website
- "Williams College". الموسوعة الأمريكية. 1920. {{استشهاد بموسوعة}}: يحتوي الاستشهاد على وسيط غير معروف وفارغs: |HIDE_PARAMETER15=، |HIDE_PARAMETER4=، |HIDE_PARAMETER2=، |HIDE_PARAMETER21=، |HIDE_PARAMETER8=، |HIDE_PARAMETER17=، |HIDE_PARAMETER20=، |HIDE_PARAMETER5=، |HIDE_PARAMETER7=، |HIDE_PARAMETER16=، |HIDE_PARAMETER3=، |HIDE_PARAMETER22=، |HIDE_PARAMETER14=، |HIDE_PARAMETER13=، |HIDE_PARAMETER11=، |HIDE_PARAMETER10=، |HIDE_PARAMETER6=، |HIDE_PARAMETER9=، |HIDE_PARAMETER1=، |HIDE_PARAMETER23=، |HIDE_PARAMETER18=، |HIDE_PARAMETER19=، و|HIDE_PARAMETER12= (مساعدة)